# Església Luterana de Sant Pau
L'Església Luterana de Sant Pau (en letó: Svētā Pāvila evaņģēliski luteriskā baznīca) és una església luterana a la ciutat de Riga, capital de Letònia, està situada al carrer Augusta Deglava, 1. És una església parroquial de l'Església Evangèlica Luterana de Letònia.